# Erythrocephalum dianthiflorum
Erythrocephalum dianthiflorum là một loài thực vật có hoa trong họ Cúc. Loài này được (Welw.) O.Hoffm. mô tả khoa học đầu tiên năm 1892.